# Glypta tibialis
Glypta tibialis là một loài tò vò trong họ Ichneumonidae.